# Acanthostigma minutum
Acanthostigma minutum är en svampart som först beskrevs av Karl Wilhelm Gottlieb Leopold Fuckel, och fick sitt nu gällande namn av Pier Andrea Saccardo 1883. Acanthostigma minutum ingår i släktet Acanthostigma och familjen Tubeufiaceae.   Inga underarter finns listade i Catalogue of Life.